# Jürgen Schwer
Jürgen Schwer (* 7. Mai 1950 in Düsseldorf) ist ein ehemaliger deutscher Eishockeyspieler, der unter anderem für die Düsseldorfer EG und den EC Deilinghofen in der Bundesliga aktiv war. Mit Düsseldorf wurde der Verteidiger zweimal Deutscher Meister.

## Karriere
Jürgen Schwer gehörte ab der Saison 1969/70 der Bundesliga-Mannschaft der Düsseldorfer EG (DEG) an, mit der er in den folgenden Jahren seine größten Erfolge feierte. In den Jahren 1972 und 1975 gewann er mit der Mannschaft die Deutsche Meisterschaft, in den Jahren 1971 und 1973 wurde er Vizemeister. Über die Rolle eines Ergänzungsspielers kam er in dieser Zeit aber nicht hinaus.
Nach sieben Jahren bei der DEG spielte Schwer in der Saison 1976/77 beim Duisburger SC in der 2. Bundesliga und in der Spielzeit 1977/78 beim Bundesliga-Aufsteiger EC Deilinghofen. Anschließend war er drei Jahre lang für den Herner EV aktiv, mit dem er im Jahr 1979 in die 2. Bundesliga aufstieg. 1982 kam er zum SC Solingen, wo er seine Karriere nach der Saison 1983/84 beendete.

## Erfolge und Auszeichnungen
- 1972 Deutscher Meister mit der Düsseldorfer EG
- 1975 Deutscher Meister mit der Düsseldorfer EG
- 1979 Aufstieg in die 2. Bundesliga mit dem Herner EV
- 1983 Aufstieg in die Oberliga mit dem SC Solingen

## Karrierestatistik
(Legende zur Spielerstatistik: Sp oder GP = absolvierte Spiele; T oder G = erzielte Tore; V oder A = erzielte Assists; Pkt oder Pts = erzielte Scorerpunkte; SM oder PIM = erhaltene Strafminuten; +/− = Plus/Minus-Bilanz; PP = erzielte Überzahltore; SH = erzielte Unterzahltore; GW = erzielte Siegtore; 1 Play-downs/Relegation; Kursiv: Statistik nicht vollständig)